# Вільчи-Луґ
Вільчи-Луґ (пол. Wilczy Ług) — село в Польщі, у гміні Тчув Зволенського повіту Мазовецького воєводства.
У 1975-1998 роках село належало до Радомського воєводства.